# Rui Vasques Pereira
D. Rui Vasques Pereira foi um nobre e Cavaleiro do Reino de Portugal. Foi cavaleiro vassalo do rei D. Afonso IV de Portugal, com referências em 1355. Foi detentor do senhorio de Castelo de Paiva e de Baltar.
Encontra-se documentado desde 1339, altura em que começam a surgir documentos com o seu nome. Foi também herdeiro das terras de seu pai em Riba de Vizela, termos da cidade de Guimarães, onde fez a sede da sua casa senhorial.
Assim como D. Pedro I coutou-lhe o lugar de Lamegal, no termo de Pinhel, tal como o tinham tido os avós paternos da sua mulher.
Devido a se ter negado a beijar a mão da rainha D. Leonor Teles no Porto  recolhei-se em Chaves onde foi degolado, por ordem real.

## Relações familiares
Foi filho de D. Vasco Gonçalves de Pereira e de Inês Lourenço da Cunha, filha de Lourenço Martins da Cunha. 
Casou com D. Maria Gonçalves de Berredo (?– 1387) filha herdeira de Gonçalo Anes de Briteiros (?- 1329) e de Sancha Perez de Gusmão, de quem teve:
1. João Rodrigues Pereira, senhor de Paiva foi senhor de Castelo de Paiva, de Baltar e de Cabeceiras de Basto casou com Maria da Silva filha de Rui Mendes de Vasconcelos, que foi senhor de Figueiró e Pedrogão e de Constança Álvares;
2. D. Joane Mendes Pereira;
3. D. Senhorinha Rodrigues Pereira;
4. D. Constança Rodrigues Pereira, casada com Gonçalo Garcia de Figueiredo filho de Fernão Rodrigues de Figueiredo (1295 -?) e de Leonor Rodrigues de Figueiredo (1299 -?).

Fora do casamento teve:
1. D. Inês Rodrigues Pereira, que foi casada por duas vezes, a primeira com Martim Rodrigues de Novais e a segunda com Rodrigo Anes de Araújo.